# Only Girl (In the World)
Only Girl (In the World) (pol. Jedyna dziewczyna na świecie) – piosenka z albumu Loud barbadoskiej wokalistki Rihanny. Za produkcję oraz tekst odpowiedzialny jest duet Stargate (Mikkel Storleer Eriksen i Tor Erik Hermansen) wraz z producentem Sandym Vee. Pierwotnie utwór miał zostać wykonany przez Christinę Aguilerę, która odrzuciła propozycję współpracy.

## Utwór
Utwór utrzymany jest w klimacie dance-popowym, zawiera w sobie elementy muzyki elektronicznej. Piosenka została przyjęta pozytywnie i zebrała pochwały od krytyków ze względu na rytmy electro-rockowe, pop rock oraz wyróżniający się refren. Piosenkę cechuje mocny „bijący bas” z silnym wykorzystaniem syntezatorów oraz pulsujący „klubowy bit”. Wokal Rihanny w tej piosence został opisany jako „uwodzicielski”, a sam utwór uznano za „silniejszą i seksowniejszą” wersję jej singla z 2007 r. Don’t Stop the Music. Only Girl (In the World) po wydaniu osiągnął szczyty notowań zarówno w Kanadzie, jak i w Stanach Zjednoczonych.

## Lista utworów
- Digital download[4]

1. „Only Girl (In the World)” – 3:55

- German CD single[5]

1. „Only Girl (In the World)” – 3:55
2. „Only Girl (In the World)” (Extended Club Mix) – 5:39

- UK CD single[6]

1. „Only Girl (In the World)” – 3:55
2. „Only Girl (In the World)” (Instrumental) – 3:55

(The Remixes) (Masterbeat.com) (Except Track 12)
- „Only Girl (In The World)” (The Bimbo Jones Radio) - 3:52
- „Only Girl (In The World)” (Rosabel's Only Radio Edit In The World) - 4:09
- „Only Girl (In The World)” (Mixin Marc & Tony Svejda Radio) - 4:10
- „Only Girl (In The World)” (CCW Radio Mix) - 3:42
- „Only Girl (In The World)” (The Bimbo Jones Club) - 7:17
- „Only Girl (In The World)” (Rosabel's Only Club In The World) - 8:35
- „Only Girl (In The World)” (Mixin Marc & Tony Svejda Club Mix) - 6:25
- „Only Girl (In The World)” (CCW Blow It Up Club Mix) - 9:44
- „Only Girl (In The World)” (The Bimbo Jones Dub) - 7:32
- „Only Girl (In The World)” (Rosabel's Only Dub In The World) - 8:22
- „Only Girl (In The World)” (Mixin Marc & Tony Svejda Instrumental) - 6:25
- „Only Girl (In The World)” (CCW Dub) - 7:25

## Teledysk
Premiera teledysku w reżyserii Anthony'ego Mandlera odbyła się 13 października 2010 r. na kanale MTV. Tego samego dnia został on opublikowany w serwisie YouTube.

## Personel
- Twórcy tekstu – Crystal Johnson, Mikkel S. Eriksen, Tor Erik Hermansen, Sandy Wilhelm
- Producent muzyczny – Stargate, Sandy Vee
- Nagrywanie – Mikkel S. Eriksen, Miles Walker, Sandy Vee
- Produkcja wokalna – Kuk Harrell
- Nagranie wokalne – Kuk Harrell, Marcos Tovar, Josh Gudwin
- Asystenci nagrania wokalnego – Inaam Haq, Dane Liska, Brad Shea
- Miksowanie – Sandy Vee, Phil Tan
- Inżynier dźwięku – Damien Lewis
- Instrument – Mikkel S. Eriksen, Tor Erik Hermansen, Sandy Vee
- Wokal wspierający – Crystal Johnson

## Notowania
W Stanach Zjednoczonych utwór zadebiutował na liście US Hot 100 na miejscu 75. 
W tym samym tygodniu singiel pojawił się również na liście US Pop Songs na pozycji 31.. W Kanadzie Only Girl uplasowało się na pozycji 65. w momencie wejścia na listę.
| Listy (2010)                                  | Najwyższa pozycja | Końcowo (roczne) | Status      |
| --------------------------------------------- | ----------------- | ---------------- | ----------- |
| Australia (ARIA)                              | 1                 | 7                | 4 × Platyna |
| Austria (Ö3 Austria Top 40)                   | 1                 | 18               | -           |
| Belgia (Ultratop Flandria)                    | 2                 | 22               | Złoto       |
| Belgia (Ultratop Walonia)                     | 1                 | 22               | Złoto       |
| Bułgaria (Singles Top 40)                     | 1                 | -                | -           |
| Czechy (IFPI)                                 | 4                 | -                | -           |
| Dania (Tracklisten)                           | 2                 | 15               | Platyna     |
| European Hot 100 Singles                      | 1                 | 35               | -           |
| Finlandia (Suomen virallinen lista)           | 2                 | -                | -           |
| Francja (SNEP)                                | 2                 | -                | -           |
| Francja (SNEP) Download Chart                 | 1                 | -                | -           |
| Hiszpania (PROMUSICAE)                        | 2                 | 26               | Platyna     |
| Holandia (Dutch Top 40)                       | 3                 | 23               | -           |
| Irlandia (IRMA)                               | 1                 | 5                | -           |
| Izrael (Galgalatz)                            | 1                 | -                | -           |
| Japonia (Japan Hot 100)                       | 8                 | -                | -           |
| Kanada (Canadian Hot 100)                     | 1                 | -                | -           |
| Niemcy (Media Control Charts)                 | 2                 | 18               | Platyna     |
| Niemcy Downloads Chart                        | 1                 | -                | -           |
| Norwegia (VG-lista)                           | 1                 | -                | -           |
| Nowa Zelandia (RIANZ)                         | 1                 | -                | Platyna     |
| Polska (Dance Top 50)                         | 1                 | -                | -           |
| Polska (ZPAV)                                 | 1                 | -                | -           |
| Portugalia (Singles Top 50)                   | 1                 | -                | -           |
| Słowacja (IFPI)                               | 1                 | -                | -           |
| Stany Zjednoczone (Billboard Hot 100)         | 1                 | 47               | 2 × Platyna |
| Stany Zjednoczone (Hot Dance Club Songs)      | 1                 | -                | -           |
| Stany Zjednoczone (Pop Songs)                 | 1                 | -                | -           |
| Szkocja (The Official Charts Company)         | 1                 | -                | -           |
| Świat (World Singles Top 40)                  | 1                 | -                | -           |
| Szwecja (Sverigetopplistan)                   | 2                 | 8                | 2 × Platyna |
| Szwajcaria (Media Control AG)                 | 2                 | 11               | 2 × Platyna |
| Węgry (Mahasz)                                | 1                 | 75               | -           |
| Wielka Brytania (The Official Charts Company) | 1                 | 1                | Platyna     |
| Włochy (FIMI)                                 | 1                 | 40               | Platyna     |

## Radio i historia premiery

### Radio
| Kraj              | Data             |
| ----------------- | ---------------- |
| Stany Zjednoczone | 21 września 2010 |

### Historia wydania
| Kraj              | Data                 | Format           | Wytwórnia       |
| ----------------- | -------------------- | ---------------- | --------------- |
| Australia         | 10 września 2010     | Digital download | Universal Music |
| Dania             | 10 września 2010     | Digital download | Universal Music |
| Holandia          | 10 września 2010     | Digital download | Universal Music |
| Nowa Zelandia     | 10 września 2010     | Digital download | Universal Music |
| Belgia            | 13 września 2010     | Digital download | Universal Music |
| Finlandia         | 13 września 2010     | Digital download | Universal Music |
| Francja           | 13 września 2010     | Digital download | Universal Music |
| Włochy            | 13 września 2010     | Digital download | Universal Music |
| Japonia           | 13 września 2010     | Digital download | Universal Music |
| Norwegia          | 13 września 2010     | Digital download | Universal Music |
| Portugalia        | 13 września 2010     | Digital download | Universal Music |
| Hiszpania         | 13 września 2010     | Digital download | Universal Music |
| Szwecja           | 13 września 2010     | Digital download | Universal Music |
| Szwajcaria        | 13 września 2010     | Digital download | Universal Music |
| Kanada            | 13 września 2010     | Digital download | Universal Music |
| Stany Zjednoczone | 13 września 2010     | Digital download | Def Jam         |
| Niemcy            | 27 września 2010     | CD Single        | Universal Music |
| Wielka Brytania   | 25 października 2010 | CD Single        | Mercury Records |